# 韦斯·托马斯
韦斯利·亚历山大·内华达·托马斯（英語：Wesley Alexander Nevada Thomas；1987年1月23日—）是一位英格蘭足球運動員，在場上的位置是前鋒。

## 球員生涯
托马斯在女王公园巡游者開始學習踢球，但兩年獎學金合同完結後便被揮棄。隨後他轉至非聯賽球會繼續其事業，另一方面在商業及科技教育議會修讀傳播系。他在2005/06英格蘭足球南部聯賽東區組成為神射手，新球季加盟英格蘭足球議會南部聯賽的瑟羅克並同樣成為神射手。2007/08年，他在费希尔竞技效力，2008/2009年加盟職業球隊达根汉姆和雷德布里奇展開其職業生涯。
2008年12月，他被外借到全國聯賽格雷斯竞技，8次上場打進2球後在2009年1月回到母會。2010年3月，托马斯被外借至鲁什登钻石至季末，但整個外借期間只能坐冷板，沒有半次上場機會。由於达根汉姆和雷德布里奇來季晉級至英甲，為了重組球隊以力保英甲一席，托马斯被掛牌出售。

### 切尔滕汉姆
2010年7月，托马斯與英格蘭足球甲組聯賽球會切尔滕汉姆簽下一年合約。在球季揭幕日對吉林汉姆的比賽，他打進新東家首顆球入球助球隊取得1分，之後對克鲁的比賽梅開二度。至2011年1月，他已累積12顆進球，而球會亦樂意與他續約，可是托马斯的女友因為懷孕而希望留在倫敦。2011年3月前，他再打進6球，之後托马斯的表現下滑，到季末只有多1球進帳。季後托馬斯選擇加盟晉級至英乙的克劳利镇。

### 克劳利镇
托马斯與克劳利镇簽下兩年合約，在球季揭幕日的比賽完結前一刻上場，第二次上場對马科斯菲尔德的比賽打進一球，使球隊2-0取勝。托马斯對於未能成為先發一員感到不高興，稱教練答應過他是球隊首選前鋒。

### 伯恩茅斯
2011年9月9日，托马斯被外借到英甲的伯恩茅斯，為期三個月，後在2012年1月以6位數的轉會費完成永久轉會。效力伯恩茅斯期間第二次上場，托马斯替球隊取得一顆點球，由隊友操刀射進；之後隊友的射門中楣反彈，托马斯補射取得在伯恩茅斯首球，最終以3-1擊敗莱顿东方。之後的比賽托马斯夥拍迈克尔·斯密斯，教練李·布拉德伯里及球員雙方認為這組合會貢獻大量入球。托马斯永久轉會後對韦康比流浪者的比賽，托马斯夥及斯密斯各打進一球以2-0取勝。可是托马斯在2月至季末這期間只打進多1球。
2012/13球季，托马斯仍舊忘記射門鞋，於是9月28日被外借到英甲的朴茨茅斯。翌日對斯坎索普联的比賽，他在賽事未段打進致勝球，使球隊取得球季首場主場勝利比賽。他與伊扎勒·迈克莱奥德組成的鋒線表現良好，在托马斯上場的首5場比賽，球隊取得4勝1和的佳績。如果在伯恩茅斯得不到上場機會，托马斯不願回去，而朴茨茅斯教練迈克尔·阿尔普顿亦希望留下他。可是伯恩茅斯新教練埃迪·霍維有意安排上場時間給他而召回托马斯。
托马斯表示舊教練沒有給予他足球的支持，希望新人事會有新作風，但數天後他告訴教練希望離隊。
2012年11月22日，托马斯被外借到阿尔普顿執教的英冠球會黑池，為期至2013年1月1日，在12月1日4-1大勝彼得伯勒联的比賽打進在黑池首顆入球。托马斯在黑池期間上場6次打進3球。
2013/14球季，有傳斯温登對托马斯有興趣，但伯恩茅斯因為前線缺人而不願出售。球季上半部，他只上場10次，會方並宣告他將不獲續約。有傳數家英冠球會對托马斯有興趣，但托马斯的落腳點為英冠伯明翰，外借期為2014年1月31日至季末。

#### 伯明翰城
托马斯加盟後兩天便拍馬龍·京治先發上場，以2-1擊敗诺丁汉森林。托马斯加盟後，要到3月9日才取得首顆進球，以3-1擊敗德比郡梅開二度，賽後獲得教練李爾·奇勒稱讚。托马斯表示希望能永久轉會至伯明翰城，4月對米尔沃尔的比賽，他打進一球助球隊取得寶貴的1分。李爾·奇勒表示希望來季能繼續留用托马斯，但因涉及轉會為問題，使托马斯的去留成為問號
。

### 罗瑟勒姆
2014年1月14日，托马斯轉會至罗瑟勒姆，轉會費未有對外公佈。

### 回歸伯明翰城
縱使罗瑟勒姆在季後提供新合約，托马斯選擇以自由身加盟伯明翰，球季揭幕日對米德尔斯堡的比賽先發上場，8月16日對布莱顿的比賽以頭槌打進致勝球，終結了球隊主場18場不勝的尷尬局面。加里·卢域取代李爾·奇勒成為球會新教練，前者偏好選用克萊頓·唐納德森為單前鋒，托马斯只能成為替補。

#### 斯温登
2015年夏季轉會最後一天，托馬斯被外借到英甲球隊斯温登至2016年1月。

## 外部連結
- Profile at Dagenham & Redbridge F.C. website
- Wes Thomas player profile （页面存档备份，存于） at afcb.co.uk
- 足球数据库：Wes Thomas的球员统计数据